# Кричевская, Вера Ефимовна
Ве́ра Ефи́мовна Криче́вская (род. 10 ноября 1974, Ленинград) — российская журналистка, телережиссёр и продюсер. Бывший креативный продюсер «24 Док». Один из основателей телеканала «Дождь». Программы Кричевской трижды (2000, 2004, 2005) удостаивались премии «ТЭФИ» и, по мнению специалистов, отличаются высоким профессионализмом.

## Биография
Вера Кричевская родилась 10 ноября 1974 года в Ленинграде. Училась в гимназии при Государственном Русском музее. Параллельно с учёбой в 1990—1993 годах являлась корреспондентом молодёжной газеты «Смена».
Окончила Ленинградский институт театра, музыки и кинематографии (1996) по специальности «театровед, редактор-сценарист ТВ». Также училась на Высших режиссёрских курсах по специальности «режиссёр игрового кино».
С 1992 года — на телевидении.
Изначально работала на ГТРК «Петербург — Пятый канал», являлась автором и редактором еженедельного музыкального приложения молодёжной программы «Зебра» и документального фильма «Серебряная Ида» о поэтессе Иде Наппельбаум.
В 1995 году становится режиссёром компании «Art Pictures Петербург», работает над программами «Песня года» (1-й канал Останкино, ОРТ) и «Горячая десятка» (РТР). Далее в 1996—1997 годах — режиссёр-постановщик музыкальной программы «Утренняя почта» на ОРТ.
В 1997 году переходит работать на телеканал НТВ по приглашению тогдашнего главного продюсера Леонида Парфёнова. В разное время работала режиссёром-постановщиком, продюсером по спецпроектам телеканала, главным режиссёром.
Среди прочего в 1997—1999 годах была продюсером и главным режиссёром программы «Сегоднячко», с декабря 1997 по сентябрь 1998 года — продюсер антинаркотической кампании телеканала (серия роликов социальной рекламы «Без наркотиков»). В декабре 1997 года — второй режиссёр новогоднего проекта «Новогодняя ночь в опере», в 1998 году — продюсер и режиссёр программы «Сумерки» и документального фильма-интервью «Rolling Stones специально для НТВ», далее — программы «Спросите у Лившица».
В 1999 году в качестве продюсера проекта запустила вещание и студию «НТВ-Санкт-Петербург». В 1999—2001 годах — режиссёр и продюсер программы НТВ «Антропология» с Дмитрием Дибровым, в декабре 1999 года — режиссёр-постановщик и продюсер новогоднего проекта НТВ «Любимые мелодии XX века». В 2000—2001 годах — режиссёр-постановщик программы НТВ «В нашу гавань заходили корабли».
Во время развала НТВ осталась работать в команде Бориса Йордана и Рафаэля Акопова. В период с 2001 по 2003 год была режиссёром проекта «Свобода слова» с Савиком Шустером и молодёжно-музыкальной программы «Пепси-чарт», продюсером программы «Герой дня». В качестве продюсера и главного режиссёра запустила вещание проекта «Страна и мир» — вечерних новостей с Алексеем Пивоваровым, Асет Вацуевой, Антоном Хрековым и Юлией Бордовских. В 2003 году ушла с НТВ.
Во время парламентской избирательной кампании 2003—2004 годов по приглашению председателя ВГТРК Олега Добродеева работала продюсером телевизионного освещения кампании в рамках ВГТРК, прямоэфирных теледебатов и послевыборного ночного освещения результатов голосования.
В 2005—2008 годах работала на Украине в медиа-холдинге Виктора Пинчука, запустила на телеканале ICTV проект «Свобода слова с Савиком Шустером», провела в качестве продюсера две телевизионные избирательные кампании в Парламент Украины и прямые линии с президентом.
В 2008—2011 годах в качестве партнёра, креативного продюсера и главного режиссёра вместе с Натальей Синдеевой запускала телеканал «Дождь». В 2010 году автор и продюсер проекта «Конституция на Дожде».
В 2011 году вместе с Андреем Васильевым, Дмитрием Быковым и Михаилом Ефремовым запустила на телеканале «Дождь» проект «Поэт и гражданин» (в дальнейшем «Гражданин поэт»). В апреле 2011 года покинула телеканал «Дождь» после скандала вокруг снятия с эфира проекта «Гражданин поэт».
С июня 2011 по январь 2013 года работала креативным продюсером документального телеканала «24 Док».

Наверное, у меня самая неудачная профессия для этого времени, и думаю, что я буду переживать очень тяжелые времена, работы никакой не будет.— Вера Кричевская. Интервью «Ленте.ру»

## Фильмография
- 2004 — «Грехи отцов» (СТС) — многосерийный фильм, телевизионный режиссёр
- 2004 — «Талисман любви» (СТС) — многосерийный фильм, телевизионный режиссёр
- 2012 — «Гражданин поэт: Прогон года» — документальный фильм о сатирическом проекте «Гражданин поэт». Выход в прокат 24 мая 2012 года.
- 2016 — «Слишком свободный человек» — документальный фильм о Борисе Немцове. Выход в прокат 23 февраля 2017 года.
- 2018 — «Дело Собчака» — документальный фильм о бывшем мэре Петербурга Анатолии Собчаке. Лента представляет собой серию интервью с участниками событий, в том числе с президентом России Владимиром Путиным.
- 2021 — «F@ck This Job» — документальный фильм о телеканале «Дождь» и его основателе Наталье Синдеевой[21].
- 2025 — «Близкие» — документальный фильм о российском бизнесмене и меценате Дмитрии Зимине.

## Награды и премии
- 2000: Премия «ТЭФИ» за лучшую музыкальную программу.
- 2004: Премия «ТЭФИ» за лучшее ток-шоу.
- 2005: Премия «ТЭФИ» за лучшую информационную программу.
- 2007: Премия «Теле-триумф» Телевизионной Академии Украины.
- 2010: Национальная премия в области спутникового, кабельного и интернет телевидения «Золотой луч».
- 2011: Премия Союза Журналистов России «Золотое перо».
- 2012: Национальная премия в области спутникового, кабельного и интернет телевидения «Золотой луч».
- 2018: Режиссер года по версии журнала Glamour[22].
- 2021: Национальная премия в области неигрового кино «Лавровая ветвь» за лучший телефильм («F@ck This Job»)[23].